# Erney Károly
Nagyernyei Erney Károly, 1911-ig Engeszer Károly (Budapest, 1874. február 13. – Budapest, 1951. június 27.) közgazdász, bankigazgató, országgyűlési képviselő.

## Életpályája
Apja nagyernyei Erney József (szül. Engeszer József) kormányfőtanácsos, a Nemzeti Zenede igazgatója, anyja Kammermayer Ilona. Tanulmányait Budapesten, a Kereskedelmi Akadémián végezte, majd a Pesti Hazai Első Takarékpénztár szolgálatába lépett. Mint gyakornok kezdte 1894-ben s fokról fokra haladva, több évtizedes szolgálat után, néhai Walder Gyula utódaként, 1924 végén az intézet vezérigazgatói székébe lépett.
A Tanácsköztársaság alatt börtönbe került, de a rendszer bukása után folytatta tevékenységét. Rendkívül kiterjedt közgazdasági tevékenységét ez intézeten kívül egész sor pénzintézet, kereskedelmi és iparvállalat igazgatóságában folytatta.
Igazgatósági tagja volt egyebek között a Hazai Banknak, a Nasici Tanningyár és Gőzfűrész Rt.-nek, az Első Magyar Gazdasági Gépgyár Rt.-nek, a Borsod-Miskolci Gőzmalom Rt.-nek, a Fővárosi Serfőző Rt.-nek, a Budapest Székesfővárosi Közlekedési Rt.-nek és a Hangya Szövetkezetnek.
Választmányi tagja a Pénzintézeti Központnak, főtanácsosa a Magyar Nemzeti Banknak. Tőzsdetanácsos és a Budapesti Kereskedelmi Akadémia vezérlő bizottságának elnöke. Tagja az Országos Ipartanácsnak és a Kereskedelmi Szakoktatási Tanácsnak.
A magyar közgazdaság terén szerzett érdemeinek elismeréséül Horthy Miklós kormányzó 1923-ban kincstári főtanácsossá nevezte ki. Politikai aktivitást gróf Bethlen István fellépéséig nem vállalt, ezt követően azonban híveihez csatlakozott, és politikai körökben gyakran emlegették a szabad királyválasztó politika egyik előharcosának.
Tanácsát a pénzügyminiszterek gyakran kikérték, és e réven sok fontos pénzügyi vonatkozású intézkedésre gyakorolt elhatározó befolyást.
Ilyen irányú tevékenysége közül meg kell említeni, hogy annak idején gróf Klebelsberg Kuno akkori vallás- és közoktatásügyi miniszter felkérésére ő csinálta meg a Magyar Királyi Operaháznak aranyköltségvetését, amikor a kultuszminiszter az állami színházak anyagi ügyeinek rendezésével foglalkozott, és az Erney-féle arany-költségvetési tervezet alapján állította össze a Vallás- és Közoktatásügyi Minisztérium az operaház költségvetését.
1927-től tagja az Országgyűlés felsőházának, a kormányzó nevezte ki élethossziglan szóló időtartamra a felsőház tagjává. Közgazdasági és pénzügyi témákról szóló beszédeit a Ház mindig kivételes figyelemmel hallgatta meg.
Apja, és törvényes leszármazottai (Károly, Jenő, Móric fiai és Janka leánya, férjezett Hollósi Béláné) nagyernyei előnévvel nemesi rangot és címert kapott a királytól.

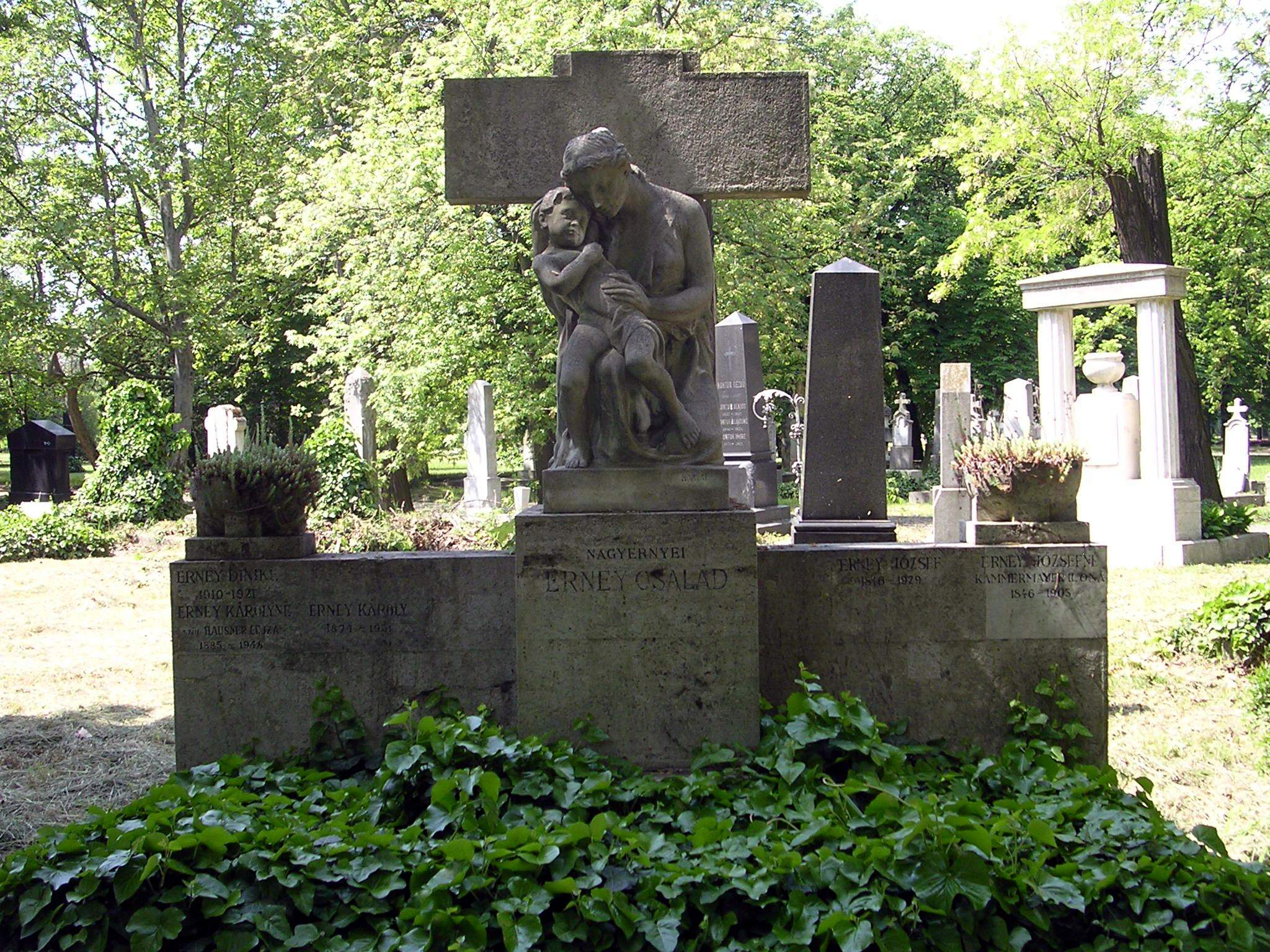
Sírja a Fiumei úti sírkertben. Alkotó: Horvay János